# Weave
Weave is een slingering van de achterkant van een motorfiets. 
Weave ontstaat bij snelheden vanaf ca. 140 km/uur en wordt veroorzaakt door te lage bandenspanning, verkeerde belading, verkeerde banden of het gewicht van de rijder zelf. Het wordt ook wel High speed weave genoemd.
In de jaren tachtig ontstond een vreemd fenomeen: vooral vrouwen op custom-motorfietsen bleken een grote kans op ongelukken door weave te hebben. Na onderzoek bleek dit te komen door te weinig druk op het voorwiel: vrouwen zijn in het algemeen lichter en op een custom zit men ook nog eens meer naar achteren. Door verbeteringen in de constructie van motorfietsen is dit probleem opgelost. Motorrijders die (meestal op een oudere motorfiets) met een weave geconfronteerd worden kunnen het probleem oplossen door voorover te buigen. Daarmee komt er meer gewicht op het voorwiel.
Indien de weave ontstaat door te vroeg gas geven bij het uitkomen van een bocht met een motor met zeer veel vermogen en een extreem laag gewicht zoals bij wegracemachines, spreekt men van een speedwobble.